# Boys (canción de Britney Spears)
«Boys» —en español: «Chicos»— es una canción con elementos del R&B y el hip hop, interpretada por la cantante estadounidense Britney Spears e incluida originalmente en su tercer álbum de estudio, Britney (2001). Los compositores y productores del tema fueron Pharrell Williams y Chad Hugo, quienes son miembros del dúo de producción The Neptunes y del grupo de rap N.E.R.D. La canción cuenta con un sonido original influenciado por el soul y el funk, y con una letra sexual y feminista, basada en cómo una chica seduce a un hombre en una discoteca. En 2002, Williams produjo la remezcla The Co-Ed Remix, la que contó con su propia asistencia vocal y la que formó parte de la banda sonora de Austin Powers in Goldmember. En el mismo año, Jive Records lanzó la versión como quinto y último sencillo de Britney, y como segundo sencillo de la banda sonora. En respuesta, algunos especialistas citaron influencias de Prince y Janet Jackson, y lo catalogaron como uno de los temas más atractivos e importantes de Britney. Posteriormente, el sello incluyó la remezcla en los dos álbumes recopilatorios de la cantante, Greatest Hits: My Prerogative (2004) y The Singles Collection (2009).
Spears rodó el video musical del tema bajo la dirección de Dave Meyers, quien en 2000 dirigió su clip de «Lucky». Las escenas de «Boys» la muestran como la anfitriona de una gran fiesta exótica en un castillo e incorporan un cameo de Mike Myers como Austin Powers, con quien liga al final. Tiempo después del estreno, los MTV Video Music Awards 2003 nominaron al clip a mejor video de una película. Por su parte, el sencillo figuró entre los diez primeros éxitos semanales en mercados como Bélgica, Irlanda y el Reino Unido, y entre los veinte primeros en otros como Alemania, España, los Países Bajos y Australia, país donde la ARIA lo certificó disco de oro, tras vender 35 000 copias. Contrario a ello se convirtió en el segundo sencillo de la cantante que no consiguió ingresar a la lista Billboard Hot 100 de Estados Unidos, donde aun así vendió más de 51 000 descargas.

## Antecedentes

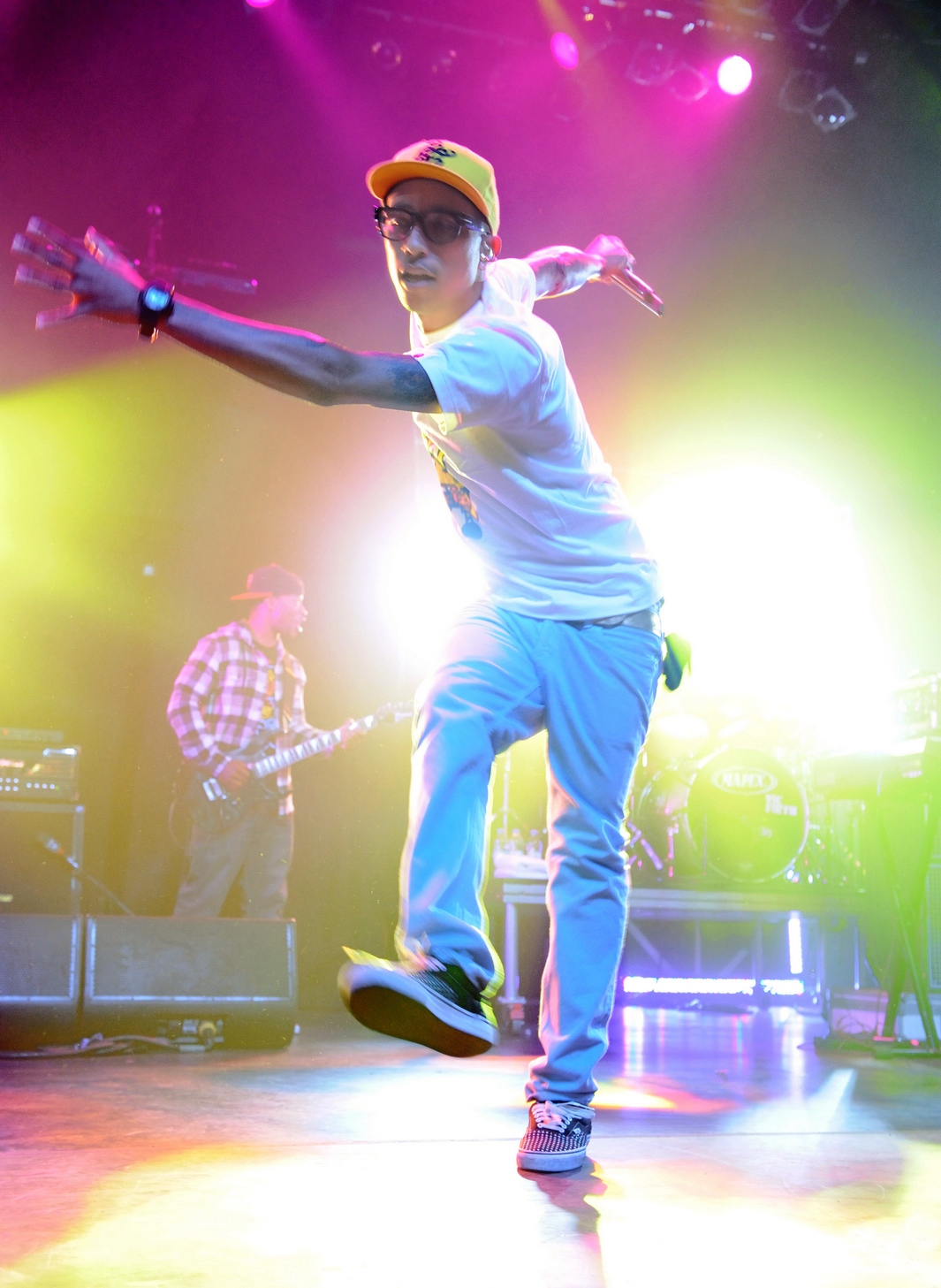
Pharrell Williams de N.E.R.D, compositor y productor del tema, y creador y colaborador vocal de la remezcla The Co-Ed Remix. Como parte del dúo The Neptunes, Williams es considerado como uno de los productores más prestigiosos de la primera década del 2000.

Originalmente, Jive Records incluyó a «Boys» en el tercer álbum de estudio de la cantante, Britney. Los compositores y productores del tema fueron los estadounidenses Pharrell Williams y Chad Hugo, quienes también crearon «I'm a Slave 4 U». En la industria, el dúo es conocido como The Neptunes y forma parte del grupo de rap N.E.R.D. En 2002, Williams creó la remezcla The Co-Ed Remix, en la que figuró como intérprete colaborador. El 13 de junio de 2002, Jive Recors estrenó la reversión en AOL Music, como parte del programa First Listen de la empresa, donde batió récords de reproducciones, luego de recibir 1,35 millones de visitas en menos de 24 horas. Posteriormente, el sello la incluyó en la banda sonora de la película Austin Powers in Goldmember (2002), de donde el 2 de agosto de 2002 la desprendió como segundo sencillo, después de «Work It Out» de Beyoncé de las Destiny's Child. Así la remezcla también se convirtió en el quinto y último sencillo de Britney, después de «I'm a Slave 4 U», «Overprotected», «I'm Not a Girl, Not Yet a Woman» y «I Love Rock 'N' Roll». Un comunicado de prensa de Maverick Records sostuvo que fue uno de los temas destacados de la banda sonora y aclaró que el cameo de la cantante en la película tomó el concepto de «superestrella con millones de seguidores» y lo parodió con una «ginoide con brigada». El comunicado también indicó que tanto la remezcla como su video «se mantuvieron fieles al estilo funk de la película».

## Composición
«Boys» es un tema que combina los estilos R&B y hip hop. Según EMI Music Publishing, la canción cuenta con un compás de 4/4 y con un tempo de 108 pulsaciones por minuto. Mientras la versión original incluida en Britney es interpretada únicamente por la cantante, la remezcla The Co-Ed Remix lo es por ella y su productor Pharrell Williams, quien canta desde una perspectiva masculina y quien añade un verso, en medio de un ritmo más lento que el original. Según un editor del periódico Milwaukee Journal Sentinel, Williams y Spears crearon una «tomadura de pelo [que combina] un poco de rap con teen pop». No obstante, el tema también tiene influencias del funk. Durante el lanzamiento del álbum, el sitio oficial de la cantante afirmó que la canción abarca elementos de la música soul de los 70 e influencias de la música de Prince. Según Alex Needham de NME y David Browne de Entertainment Weekly, el tema cuenta con influencias «ochenteras» de Janet Jackson. Su letra se basa en una chica que tiene intenciones de «volverse mala» y que seduce a un hombre en una discoteca.

## Recepción crítica

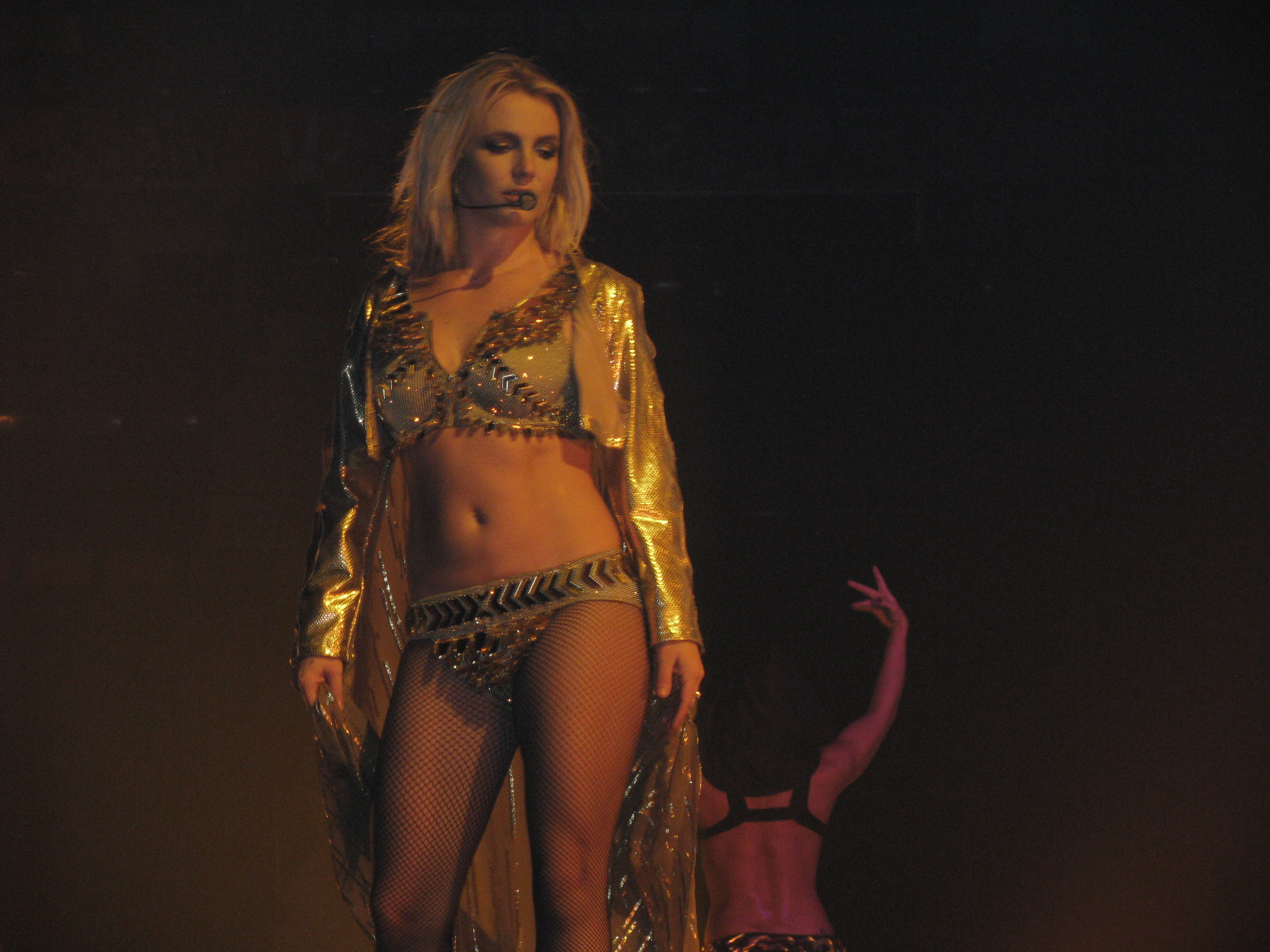
Britney Spears interpretando «Boys», en la gira Femme Fatale Tour (2011).

Tras la publicación de Britney y de la remezcla The Co-Ed Remix, «Boys» contó con una recepción crítica variada. De manera particular, Alex Needham de NME llamó a la remezcla «un dúo deliciosamente lubricado» y sostuvo: «Ella [Spears] canta sobre chicos, él [Williams] sobre chicas. Un concepto simple, pero realmente eficaz, resultando uno de los mejores sencillos de Britney en años». En un tono más crítico, David Browne de Entertainment Weekly sostuvo que las dos producciones de The Neptunes incluidas en Britney, «I'm a Slave 4 U» y «Boys», «envuelven [a Spears] en ritmos retorcidos capaces de patear traseros, pero nunca consiguen tener una ranura y un verso que sean traicionados por un estribillo cojo». También refiriéndose a ambas producciones, Barry Walters de Rolling Stone sostuvo que es posible que sean las «más importantes» del álbum y que «Boys» cuenta con «un puente repentino sorprendentemente melodioso que rescata, de manera radical, un goteo de estrógeno». No obstante, señaló que, de no ser por ello, el tema sería «insignificante». De modo similar, Stephen Thomas Erlewine de Allmusic sostuvo que ambos temas abarcan los sonidos «más atractivos» que Spears había hecho hasta entonces, y que la colaboración de The Neptunes realmente «dio un paso adelante» en el álbum. De forma paralela, Nicki Tranter de PopMatters sostuvo que el remanente de Britney fue dance-pop «probado», citando a «Boys» y «Cinderella», y señalando: «El antiguo territorio Britney explora temáticas previsibles, incluyendo su amor siendo irreemplazable, su uso de la pista de baile como un lugar apropiado para el cortejo y su gran amor por endiosar a las chicas». Catherine Halaby del periódico Yale Daily News llamó al tema «un sobreempuje como el alma de la fiesta» y Billboard la llamó «bien elaborada, madura y deliciosamente funky» y señaló que abunda en encantadoras referencias a Prince.

## Video musical
Spears rodó el video musical de «Boys» bajo la dirección del estadounidense Dave Meyers, quien en 2000 dirigió su video de «Lucky». El clip inicia con una introducción que muestra a un hombre, DJ Qualls, siendo detenido por los guardias al intentar entrar al castillo donde se realizará una fiesta de la que Spears es anfitriona. Al ser detenido, el hombre intenta convencer a los guardias de que lo dejen entrar, diciéndoles que lo noche anterior estuvo «comiendo Fruity Pebbles con P. Diddy». Tras la absurda declaración, los guardias se niegan aún más a dejarlo pasar y él comienza a llamar a gritos a la cantante. A medida que la música comienza, la cámara se acerca a una habitación ubicada en una de las torres del castillo, donde Spears, ataviada con un vestido, se prepara para la fiesta, mientras baila junto a cuatro sirvientas vestidas de blanco a su alrededor. La escena siguiente tiene lugar en uno de los patios del castillo, donde la cantante y un hombre están sentados en los extremos opuestos de una larga mesa. Tras ello, Spears camina por el borde de una piscina, donde encuentra a otro hombre haciendo natación —interpretado por Justin Bruening—. Sin hablarse, la pareja comienza a interactuar, pero ella se marcha del lugar, mientras Williams se encuentra en el bar con una mujer. Spears finalmente llega al bar, se acerca a él y se comienzan a coquetear. Tras ello, realiza una coreografía con cuatro invitadas, en medio de la pista de baile. Así los asistentes comienzan a bailar y Spears termina bailando y ligando con Mike Myers como Austin Powers, poco después de que los actores Jason Priestley y Taye Diggs hacen un cameo.
Jive Records estrenó el video el 17 de junio de 2002. Tiempo después, los MTV Video Music Awards 2003 lo nominaron a mejor video de una película. No obstante, el premio se lo llevó «Lose Yourself» de Eminem (2002). Posteriormente, el 24 de octubre de 2009, el sello publicó el clip en la cuenta oficial de Vevo de la cantante, donde hasta agosto de 2013, recibió más de veinticuatro millones de reproducciones, tras ser visitado principalmente por personas de Estados Unidos, Canadá y Chile.

## Rendimiento comercial
Al igual que la mayoría de los sencillos de Britney, «Boys» registró logros comerciales modestos en América del Norte. Mientras en Canadá fue el tercer top 30 del álbum, en Estados Unidos ni siquiera consiguió ingresar a la Billboard Hot 100, la lista semanal más importante del país, donde fue el segundo sencillo de la cantante que no logró hacerlo, después de «I'm Not a Girl, Not Yet a Woman». Aun así, alcanzó el trigésimo octavo puesto del conteo radial Pop Songs, según la edición del 24 de agosto de 2002 de Billboard. De acuerdo a Nielsen SoundScan, hasta octubre de 2010, el tema vendió 51 000 descargas en Estados Unidos. Un éxito mayor registró en otro mercado anglosajón, Australia, donde alcanzó la decimocuarta posición, según la edición del 20 de octubre de 2002 de ARIA Charts, y donde la ARIA lo certificó disco de oro, tras vender 35 000 copias.
En Europa, figuró entre los diez primeros éxitos semanales en mercados como Bélgica (Flandes y Valonia) e Irlanda, y entre los veinte primeros en otros como Alemania, Austria, Dinamarca, España, Finlandia, los Países Bajos, Suecia y Suiza. En el Reino Unido, debutó y alcanzó la séptima posición de la principal lista del estado, UK Singles Chart, donde se convirtió en el undécimo top 10 de la cantante, según la edición semanal del 4 de agosto de 2002 de The Official UK Charts Company. Tras ello, figuró entre los doscientos temas más exitosos del año, aunque terminó por ser uno de los sencillos menos vendidos de la cantante. A nivel continental, solo alcanzó el puesto número treinta y uno de la lista European Hot 100, según la edición del 26 de octubre de 2002, siendo el primer sencillo de Spears que no consiguió situarse entre los diez primeros puestos, después de once sencillos ubicados como tal.

## Presentaciones

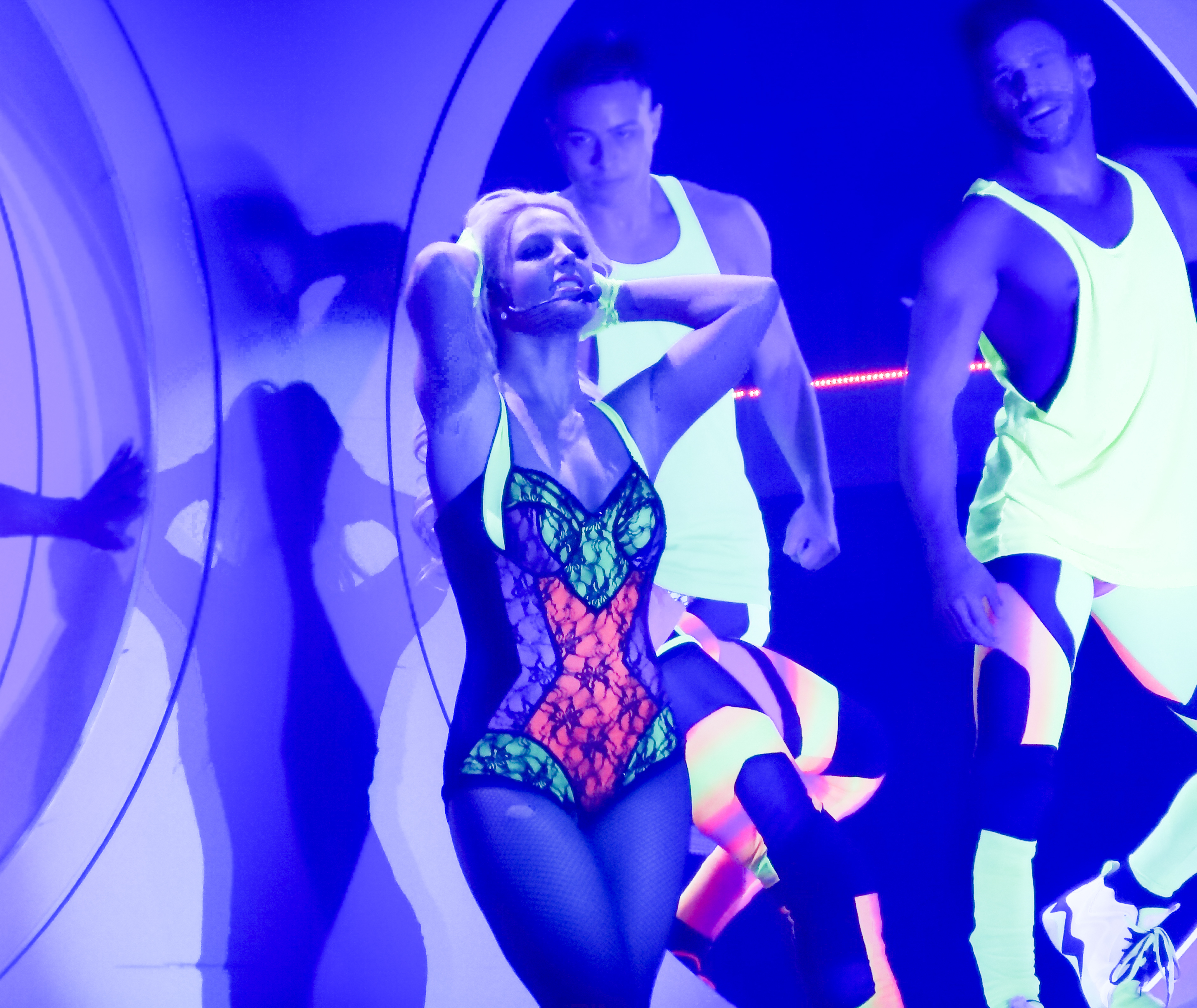
Britney Spears durante la presentación de «Boys» en un espectáculos de la gira Britney: Piece of Me (2014).

Spears realizó presentaciones de «Boys» en varias oportunidades. Presentó el tema el 2 y el 10 de febrero de 2002 en Saturday Night Live y en los NBA All-Star Game 2002, respectivamente. En el Reino Unido lo interpretó en el programa de televisión cd:UK, como parte de un bastard pop con «I'm a Slave 4 U». Posteriormente, presentó dicha combinación en el especial In the Zone de ABC, el que promovió su cuarto álbum de estudio, In the Zone (2003). Jive Records incluyó la última en el DVD del mismo nombre.
La artista también interpretó «Boys» en las giras internacionales Dream Within a Dream Tour (2001-2002), The Onyx Hotel Tour (2004), The Circus Starring: Britney Spears (2009) y Femme Fatale Tour (2011), siendo la extensión inicial de la primera la única donde presentó la versión original en lugar de la remezcla The Co-Ed Remix. Mientras en los espectáculos de dicha gira lo presentó vistiendo pantalones con tirantes y una camiseta, en los conciertos del The Onyx Hotel Tour lo hizo utilizando un traje de látex negro ajustado al cuerpo, en un número en cuyo desenlace era desplazada en varias estructuras móviles. En los conciertos del The Circus Starring: Britney Spears, utilizó una indumentaria militar, mientras era acosada por varios bailarines que llegaban en bicicleta vestidos de reclutas. La última actuación del tema fue en el Femme Fatale Tour, donde vistió un bikini, un sostenedor y una capa dorada, como parte de un número de temática oriental, en el que interpretó a una encantadora de serpientes. Las presentaciones de «Boys» en las giras de la cantante se incluyeron en los DVD Live from Las Vegas (2002), Britney Spears Live from Miami (2004) y Britney Spears Live: The Femme Fatale Tour (2011).
En 2013, la cantante incluyó a «Boys» en el repertorio de su residencia en Las Vegas, Britney: Piece of Me.

## Formatos
| Disco de vinilo |                                                |          |  |
| N.º             | Título                                         | Duración |  |
| 1.              | «Boys» (The Co-Ed Remix con Pharrell Williams) | 3:45     |  |
| 2.              | «Boys» (The Co-Ed Remix Instrumental)          | 3:45     |  |
| 3.              | «Boys»                                         | 3:28     |  |
| 4.              | «I'm a Slave 4 U»                              | 3:23     |  |

| Sencillo en CD |                                                |          |  |
| N.º            | Título                                         | Duración |  |
| 1.             | «Boys» (The Co-Ed Remix con Pharrell Williams) | 3:45     |  |
| 2.             | «Boys» (The Co-Ed Remix Instrumental)          | 3:45     |  |
| 3.             | «Boys»                                         | 3:26     |  |

| Maxisencillo |                                                |          |  |
| N.º          | Título                                         | Duración |  |
| 1.           | «Boys» (The Co-Ed Remix con Pharrell Williams) | 3:45     |  |
| 2.           | «Boys» (The Co-Ed Remix Instrumental)          | 3:45     |  |
| 3.           | «Boys»                                         | 3:26     |  |
| 4.           | «Boys» (Instrumental)                          | 3:26     |  |

| Descarga/Sencillo en CD de The Singles Collection (2009) |                                                |          |  |
| N.º                                                      | Título                                         | Duración |  |
| 1.                                                       | «Boys» (The Co-Ed Remix con Pharrell Williams) | 3:45     |  |
| 2.                                                       | «Boys»                                         | 3:28     |  |

## Posicionamiento en listas

### Listas semanales
| País              | Lista                  | Primera semana           | Posición debut | Mejor posición | Semanas en la mejor posición | Semanas en la lista | Última semana            | Ref.          |
| ----------------- | ---------------------- | ------------------------ | -------------- | -------------- | ---------------------------- | ------------------- | ------------------------ | ------------- |
| América del Norte |                        |                          |                |                |                              |                     |                          |               |
| Canadá            | Top 50 canciones       | 10 de agosto de 2002     | 34             | 21             | 1                            | 6                   | 21 de septiembre de 2002 | [ 48 ]        |
| Estados Unidos    | Pop Songs              | 20 de julio de 2002      | 40             | 38             | 1                            | 7                   | 31 de agosto de 2002     | [ 25 ] [ 49 ] |
| Estados Unidos    | Bubbling Under Hot 100 | 24 de agosto de 2002     | 22             | 22             | 1                            | 1                   | 24 de agosto de 2002     | [ 50 ]        |
| Asia              |                        |                          |                |                |                              |                     |                          |               |
| Japón             | Top 200 canciones      | 7 de agosto de 2002      | 63             | 63             | 1                            | 1                   | 7 de agosto de 2002      | [ 51 ]        |
| Europa            |                        |                          |                |                |                              |                     |                          |               |
| Alemania          | Top 100 canciones      | 12 de octubre de 2002    | 19             | 19             | 1                            | 9                   | 7 de diciembre de 2002   | [ 48 ]        |
| Austria           | Top 75 canciones       | 13 de octubre de 2002    | 70             | 18             | 1                            | 9                   | 8 de diciembre de 2002   | [ 52 ]        |
| Bélgica (Flandes) | Top 50 canciones       | 31 de agosto de 2002     | 12             | 7              | 1                            | 9                   | 26 de octubre de 2002    | [ 53 ]        |
| Bélgica (Valonia) | Top 50 canciones       | 31 de agosto de 2002     | 30             | 10             | 2                            | 10                  | 2 de noviembre de 2002   | [ 54 ]        |
| Dinamarca         | Top 40 canciones       | 23 de agosto de 2002     | 14             | 14             | 1                            | 3                   | 13 de septiembre de 2002 | [ 55 ]        |
| España            | Top 20 canciones       | 29 de septiembre de 2002 | 17             | 16             | 1                            | 4                   | 20 de octubre de 2002    | [ 56 ]        |
| Finlandia         | Top 20 canciones       | 12 de octubre de 2002    | 19             | 19             | 1                            | 1                   | 12 de octubre de 2002    | [ 57 ]        |
| Francia           | Top 100 canciones      | 26 de octubre de 2002    | 64             | 55             | 1                            | 12                  | 11 de enero de 2003      | [ 58 ]        |
| Irlanda           | Top 20 canciones       | 3 de agosto de 2002      | 10             | 10             | 1                            | 4                   | 24 de agosto de 2002     | [ 48 ]        |
| Países Bajos      | Top 100 canciones      | 31 de agosto de 2002     | 24             | 13             | 1                            | 9                   | 26 de octubre de 2002    | [ 59 ]        |
| Reino Unido       | Top 75 canciones       | 10 de agosto de 2002     | 7              | 7              | 1                            | 8                   | 28 de septiembre de 2002 | [ 48 ]        |
| Suecia            | Top 60 canciones       | 10 de octubre de 2002    | 11             | 11             | 1                            | 8                   | 28 de noviembre de 2002  | [ 60 ]        |
| Suiza             | Top 100 canciones      | 13 de octubre de 2002    | 24             | 20             | 1                            | 9                   | 15 de diciembre de 2002  | [ 61 ]        |
| Europa            | Top 40 canciones       | 26 de octubre de 2002    | 31             | 31             | 1                            | 2                   | 2 de noviembre de 2002   | [ 32 ]        |
| Australasia       |                        |                          |                |                |                              |                     |                          |               |
| Australia         | Top 50 canciones       | 15 de septiembre de 2002 | 16             | 14             | 1                            | 12                  | 1 de diciembre de 2002   | [ 27 ]        |
| Nueva Zelanda     | Top 40 canciones       | 29 de septiembre de 2002 | 39             | 39             | 1                            | 1                   | 29 de septiembre de 2002 | [ 62 ]        |

### Listas de fin de año
| País              | Lista             | Año  | Posición | Ref.   |
| ----------------- | ----------------- | ---- | -------- | ------ |
| Europa            |                   |      |          |        |
| Alemania          | Top 200 canciones | 2002 | 168      | [ 63 ] |
| Bélgica (Flandes) | Top 100 canciones | 2002 | 73       | [ 64 ] |
| Bélgica (Valonia) | Top 100 canciones | 2002 | 76       | [ 65 ] |
| Reino Unido       | Top 200 canciones | 2002 | 141      | [ 30 ] |

## Certificaciones
| País        | Proveedor | Año  | Certificación | Ventas certificadas | Ref.   |
| ----------- | --------- | ---- | ------------- | ------------------- | ------ |
| Australasia |           |      |               |                     |        |
| Australia   | ARIA      | 2002 | Disco de oro  | 35 000              | [ 28 ] |

## Créditos
- Voz & Respaldos vocales — Britney Spears
- Grabación — Andrew Coleman & Brian Garten
- Mezcla — Serban Ghenea
- Producción — The Neptunes
- Escritura — Chad Hugo & Pharrell Williams
- Instrumentación — Chad Hugo & Pharrell Williams
- Asistencia de ingeniería — Dan Milazzo & Tim Roberts

Fuente: Discogs.